# Towa Ōshima
Towa Ōshima (jap. 大島 永遠, Ōshima Towa; * 2. Februar 1979 in der Präfektur Tokio) ist eine japanische Manga-Zeichnerin. Ihr Vater, Yasuichi Ōshima, war ebenfalls ein erfolgreicher Mangaka.
Ihr bekanntestes Werk ist der Manga Joshi Kōsei, der auch als Anime adaptiert wurde.

## Werke
- Present (2001–2003, 2 Bände)
- Love Game (2001–2004, 2 Bände)
- Berry Ecstasy (Berryエクスタシー; 2002, 1 Band)
- Merukano. (メルカノ。; 2006–2009, 5 Bände)
- Dōsei Recipe (同棲レシピ, Dōsei Reshipi; 2006–2010, 8 Bände)
- Manga Kazoku (まんがかぞく; 2010–2011, 2 Bände)
- Basutetishan (バステティシャン; 2009, 1 Band)
- Shitorasu Encount (四姉妹エンカウント, Shitorasu Enkaunto; seit 2009, bisher 3 Bände)
- Joshi Kōsei: Girls-Live (女子高生 Girls-Live; seit 2010, bisher 1 Band)
- Futagosaurus (ふたごザウルス, Futago Zaurusu; seit 2011)